# Championnat d'Allemagne de combiné nordique 2012
Le championnat d'Allemagne de combiné nordique 2012 s'est tenu le 7 octobre 2012 à Klingenthal.
La compétition a distingué Eric Frenzel, qui avait effectué le meilleur saut.

La compétition de fond se déroulait sur une distance de 12 kilomètres. Il en a obtenu le onzième temps, en 32 minutes et 1 seconde.

Le meilleur temps en fond fut celui de Johannes Rydzek (31 min 07 s) ; ce coureur effectua le meilleur temps en fond, mais ne parvint pas à rejoindre Eric Frenzel.

Le podium est complété par Tino Edelmann.
Chez les juniors, c'est Manuel Faißt qui a remporté le titre.

## Résultats
Cette page donne les dix premiers des classements senior et junior.

### Seniors
| Rang | Athlète          |
| ---- | ---------------- |
| 1    | Eric Frenzel     |
| 2    | Johannes Rydzek  |
| 3    | Tino Edelmann    |
| 4    | Bjorn Kircheisen |
| 5    | Manuel Faißt     |
| 6    | Janis Morweiser  |
| 7    | Philipp Blaurock |
| 8    | Tobias Simon     |
| 9    | Johannes Firn    |
| 10   | Dominik Schwaar  |

### Juniors
| Rang | Athlète          |
| ---- | ---------------- |
| 1    | Manuel Faißt     |
| 2    | Dominik Schwaar  |
| 3    | Stephan Bätz     |
| 4    | Jakob Lange      |
| 5    | Michael Schuller |
| 6    | Mirko Leber      |
| 7    | Carsten Schmidt  |
| 8    | Philipp Wagner   |
| 9    | Tom Lubitz       |
| 10   | Patrick Hammann  |